# Codex Cryptoferratensis
Der Codex Cryptoferratensis (Nr. 392 nach Rahlfs, Siglum Γ) ist ein Palimpsest, das im 13. Jahrhundert mit liturgischen Texten und Noten beschrieben wurde. Vorher enthielt es auf mindestens 130 Blättern Texte der biblischen kleinen und großen Propheten aus dem 8. oder 9. Jahrhundert in griechischer Sprache. Diese sind zum großen Teil nur schwer zu rekonstruieren. Der Text war mit Unzialen zweispaltig mit je 25 bis 28 Zeilen beschrieben.
Die Handschrift befindet sich im Kloster Santa Maria von Grottaferrata bei Rom, Signatur A. g. XV (alt Cod. E. β. VII), einige Blätter in der Vatikanischen Bibliothek in Rom, Signatur Cod. Vat. gr. 1658.

## Textausgaben
- Giuseppe Cozza-Luzi: Sacrorum bibliorum vetustissima fragmenta graeca et latina ex palimpsestis codicibus bibliothecae Cryptoferratensis. Band I, Iosephus Spithoever, Rom 1867 (online). Band III, Iosephus Spithoever, Rom 1877.